# Simpaticomimetico
Si dice simpaticomimetico un farmaco che imita gli effetti della stimolazione del sistema nervoso simpatico sui vari tessuti. Un farmaco simpaticomimetico è detto anche adrenergico.

Adrenalina

Noradrenalina

Dopamina

## Caratteristiche
Un simpaticomimetico mima gli effetti delle sostanze trasmittenti del sistema nervoso simpatico come le catecolamine (adrenalina, noradrenalina, dopamina, etc).
Vengono impiegate nell'arresto cardiaco e nella bassa pressione arteriosa, o nel parto pretermine e altre patologie. 
Strutturalmente è un derivato della b-feniletilamina. 
L'adrenalina è un simpaticomimetico naturale.
Queste sostanze agiscono sulle fibre nervose postgangliari, direttamente attivando i recettori postsinaptici, bloccando il breakdown e il reuptake, o stimolando la produzione e rilascio di catecolamine.

## Meccanismi di azione
I meccanismi dei farmaci simpaticomimetici possono essere ad azione diretta, come gli agonisti α-adrenergici (per esempio la tramazolina), gli agonisti β-adrenergici e gli agonisti dopaminergici; o ad azione indiretta, come gli inibitori della monoamino ossidasi (MAOI), gli inibitori COMT, gli stimolanti del rilascio e gli inibitori della ricaptazione che aumentano i livelli delle catecolamine endogene.

## Relazione tra struttura e attività
Per la massima attività simpatomimetica, un farmaco deve avere:
1. Due atomi di carbonio del gruppo amminico prelevati da un gruppo aromatico
2. Un gruppo idrossile nella posizione chirale beta della configurazione R
3. Gruppi idrossili nella meta e para posizione dell'anello aromatico a formare un catecolo che è essenziale per il legame del recettore.

La struttura si può modificare per alterare il legame. Se l'ammina è primaria o secondaria, avrà azione diretta, ma se l'ammina è terziaria, avrà una scarsa azione diretta. Inoltre, se l'ammina ha sostituenti, allora avrà una maggiore attività del recettore adrenergico beta, ma se il sostituente non è voluminoso, allora favorirà i recettori adrenergici alfa.
Per un'elevata attività agonista è richiesta come minimo un'ammina alifatica primaria o secondaria separata mediante 2 atomi di carbonio da un anello di benzene sostituito. Il pKa dell'ammina è approssimativamente 8,5-10.
Nella sostituzione sull'anello aromatico, la presenza di un gruppo idrossido nell'anello di benzene nella 3ª e 4ª posizione mostra la massima attività alfa e beta.

### Azione diretta

#### Agonisti dei recettori adrenergici
La stimolazione diretta dei recettori adrenergici α e β può produrre effetti simpatomimetici. Il salbutamolo è un β2 agonista ad azione diretta usato molto comunemente. Altri esempi includono la fenilefrina, l'isoproterenolo e la dobutamina.

#### Agonisti dopaminergici
La stimolazione del recettore D1 mediante agonisti dopaminergici come il fenoldopam si usa per somministrazione endovenosa per trattare una crisi ipertensiva.

### Azione indiretta

#### Blocco dei trasportatori della norepinefrina e della dopamina
I farmaci simpatomimetici classici sono le anfetamine (compreso l'MDMA), l'efedrina e la cocaina, che agiscono bloccando e invertendo l'attività del trasportatore della norepinefrina (norepinephrine transporter, NET). Il NET è una proteina di trasporto espressa sulla superficie di alcune cellule che rimuove la noradrenalina e l'adrenalina dallo spazio extracellulare e nelle cellule, interrompendo gli effetti di segnalazione.

## La reattività incrociata
Anche sostanze come la cocaina influenzano la dopamina, e alcune sostanze come l'MDMA influenzano la serotonina.
La norepinefrina è sintetizzata dal corpo a partire dall'amminoacido tirosina, ed è usata nella sintesi dell'epinefrina, che è un neurotrasmettitore stimolante del sistema nervoso centrale. Perciò, tutte le ammine simpatomimetiche ricadono nel gruppo maggiore degli stimolanti (vedi grafico dei farmaci psicoattivi). In aggiunta all'uso terapeutico previsto, molti di questi stimolanti hanno un potenzialità di abuso, possono indurre tolleranza e dipendenza fisica, sebbene non con gli stessi meccanismi di oppioidi o sedativi. I sintomi di astinenza fisica dagli stimolanti possono includere stanchezza, umore disforico, accresciuto appetito, sogni vividi o lucidi, ipersonnia o insonnia, movimento accresciuto o diminuito, ansia e forte desiderio del farmaco, come è evidente nell'astinenza da anfetamina.

## Comparazione
"Parasimpaticolitico" e "simpaticomimetico" possono produrre effetti similari, ma fanno riferimento ad azioni biochimiche differenti. Per esempio, entrambi causano midriasi, ma il parasimpaticolitico riduce accomodazione visiva (cicloplegia) mentre il simpaticomimetico no.

## Esempi
- Efedrina (in Ephedra)
- Pseudoefedrina (in Ephedra)
- Amfetamina
- Metamfetamina
- Lisdexamfetamina (Vyvanse)
- Pemolina (Cylert)
- Metilfenidato (Ritalin)
- Cocaina (in Erythroxylum coca, coca)
- Catina (in Catha edulis, khat)
- Catinone (in Catha edulis, khat)
- Metcatinone
- Benzilpiperazina
- Metilenediossipirovalerone
- Fenmetrazina (Preludin)
- Propilexedrina (Benzedrex)
- 4-Methylaminorex
- nicotina